# Martin Schadt

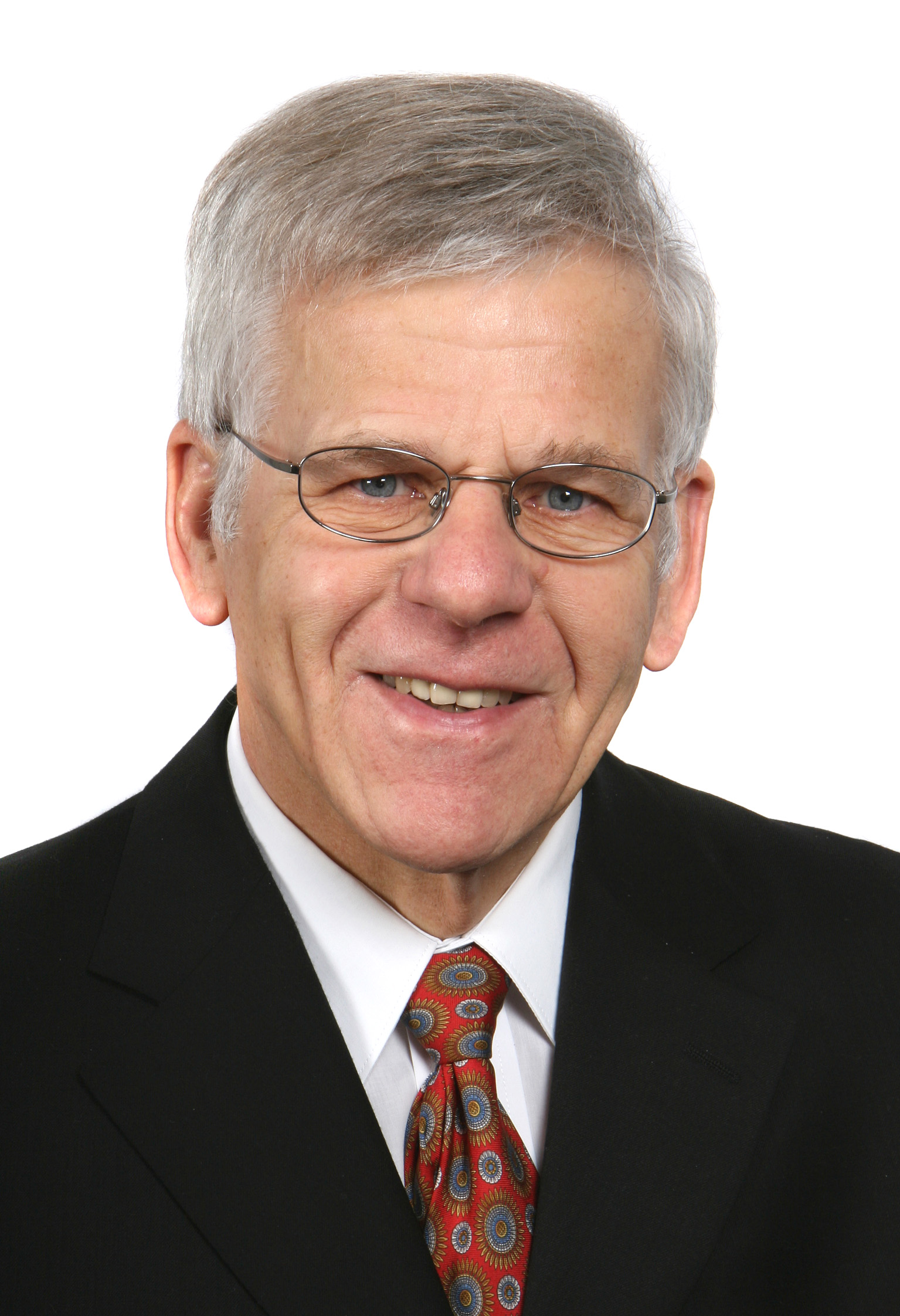
Martin Schadt (2007)

Martin Schadt (* 16. August 1938 in Liestal) ist ein Schweizer Physiker und Pionier auf dem Gebiet der Flüssigkristallanzeigen.

## Biographie
Martin Schadt studierte Physik an der Universität Basel, wo er 1967 promoviert wurde. Dank eines zweijährigen post-doctoral Fellowships am National Research Council of Canada (NRCC) in Ottawa erforschte er die elektronischen und optischen Eigenschaften von organischen Halbleitern. Während seines Aufenthaltes am NRCC erfand und patentierte er die erste organische lichtemittierende Halbleiterdiode (OLED) mit Festkörperelektroden.
1969 arbeitete er für die Uhrenfirma Omega SA, am Laboratoire Suisse de Recherche Horlogère in Neuchâtel, an der Entwicklung des Wasserstoff-MASERs (Wasserstoff-Maser-Uhr). 1970 wechselte er in die neu gegründete Flüssigkristall-Forschungsgruppe in den zentralen Forschungslabors von F. Hoffmann-La Roche Ltd., Basel, Schweiz. Mit Ausnahme einer zweijährigen Forschungstätigkeit auf dem Gebiet der Biophysik fokussierten sich die Arbeiten von Martin Schadt auf das Studium von elektro-optischen Effekten in flüssigen Kristallen mit dem Ziel, neuartige flache elektronische Anzeigen (Displays) und Materialien zu generieren.
1970 erfanden und patentierten Martin Schadt und Wolfgang Helfrich in den Zentralen Forschungslabors von F. Hoffmann-La Roche den twisted nematic (TN)-Effekt (Drehzellen-Effekt, siehe Schadt-Helfrich-Zelle). Das Patent wurde von Roche weltweit an die Uhren- und Elektronikindustrie lizenziert. Es bedeutete einen Paradigmenwechsel für flache flüssigkristalline Anzeigen (Flüssigkristallbildschirm) und begründete eine neue Industrie. In den frühen 1970er Jahren begann Martin Schadt mit der systematischen Erforschung der Zusammenhänge zwischen optischen, mechanischen und elektrischen Materialeigenschaften von Flüssigkristallen, Molekülstrukturen und Displayeigenschaften. Ziel war ein besseres Verständnis der molekularen und makroskopischen Zusammenhänge. Dadurch konnten neuartige Flüssigkristalle für TN- und andere Feldeffekt-LCDs entdeckt werden. Sein interdisziplinärer Ansatz, der Physik und Chemie integrierte, bildete die Basis für die moderne industrielle Flüssigkristallforschung und führte zur Erfindung und Produktion einer Vielzahl neuer Flüssigkristalle und elektrooptischer Effekte.

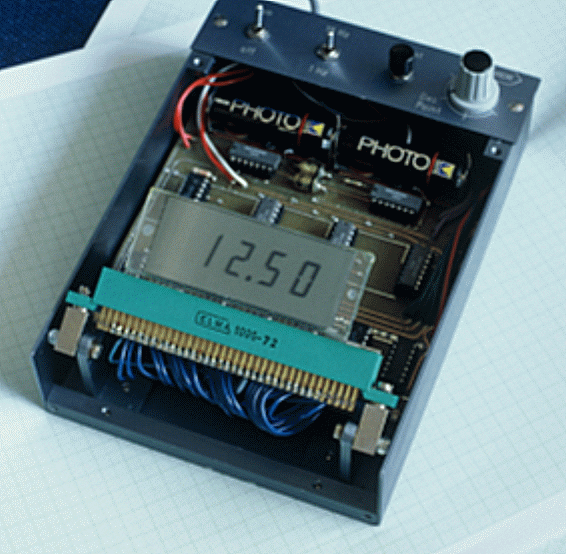
Erster Prototyp einer alpha-numerischen Flüssigkristall-Anzeige auf der Grundlage des TN-Effekts, der in den Zentralen Forschungslabors der Firma Hoffmann-La Roche von Martin Schadt und Wolfgang Helfrich erfunden und aufgebaut wurde.

1970, kurz nach der Erfindung des TN-Effektes, entwickelte Schadt die erste kommerzielle Flüssigkristallmischung mit positiver dielektrischer Anisotropie, die bei Raumtemperatur flüssigkristallin war und in den ersten japanischen TN-LCD-Quarz-Uhren eingesetzt wurde. Die pharmazeutische Firma Roche etablierte sich in der Folge als einer der Hauptlieferanten von Flüssigkristallen für die sich rasch entwickelnde LCD-Industrie. 1996 übernahm Merck das gesamte Flüssigkristallgeschäft von Hoffmann-La Roche.
Abgesehen von seinen Arbeiten zum TN-Effekt und neuen Flüssigkristallen hat Schadt folgende Effekte entdeckt und nutzbar gemacht oder war daran beteiligt:
- Erste organische Leuchtdiode (OLED); 1969 als Post-Doktorand am kanadischen NRC; US-Patent 3,621,321
- Kerr-Effekt in Flüssigkristallen (1972)
- Field-induced guest-host color switching (1979)
- Zweifrequenz-Adressierung (dual frequency addressing) von LCDs und LCs (1982)
- Optical mode interference OMI-Effekt (1987)
- Deformed helix ferroelectric DHF- und short pitch bi-stable ferroelectric SBF-Effekte (1989, 1990)
- lineare Photopolymerisierung LPP-Technologie (1991)

Als Haupterfinder und Leiter der Roche-Flüssigkristallforschung förderte und entwickelte Schadt die LPP-Photo-Orientierungstechnologie bis zur Produktionsreife (1992–2002). Diese Schlüsseltechnologie ermöglicht die kontaktfreie Orientierung von monomeren und polymeren Flüssigkristallen auf Oberflächen durch Licht anstatt mechanisch. Dies ermöglicht sowohl neuartige LCD-Konfigurationen als auch eine breite Palette von neuartigen integrierten optischen dünnen Filmen. Beispiele sind Interferenz-Farbfilter, optische Retarder, cholesterische Bandpassfilter, Filme zur Verbreiterung des Blickrichtungsbereiches von LCDs, Stereo-Polarisatoren, nano- und mikro-strukturierte Polymerfilme mit antireflexiven und/oder gerichteten Licht-Streueigenschaften sowie neuartige optische Sicherheitselemente für Dokument- und Markenschutz.
Der molekulare Designansatz von Martin Schadt und seinem Team führte zur Erfindung, Patentierung und Produktion der folgenden kommerziell wichtigen Flüssigkristalle: Cyano-Alkyl-Schiff’sche Basen und -Ester (1971); Phenyl-Pyrimidine (1977); Alkenyl-Flüssigkristalle, die Schlüsselverbindungen zur Realisierung von hochinformativen LCDs sind (1985–1995); zahlreiche halogenierte Flüssigkristalle (1989–1995); zudem die ersten optisch nicht linearen (NLO) ferroelektrischen Flüssigkristalle (1992).
Bis 1994 war Schadt Leiter der Flüssigkristallforschung von F. Hoffmann-La Roche. Als Spin-off von Hoffmann-La Roche gründete er 1994 die interdisziplinäre Forschungs- und Entwicklungsfirma Rolic Ltd. Bis zu seinem Rücktritt vom operativen Geschäft im Oktober 2002 war Schadt Geschäftsführer und Delegierter des Verwaltungsrates von Rolic. 2005 legte er seine Rolic-Mandate nieder. Er ist nun als wissenschaftlicher Berater für verschiedene Forschungsgruppen und Regierungsstellen tätig.

## Auszeichnungen
- Roche Research and Development Prize, 1986: For his decisive contributions to the knowledge of liquid crystal materials, their physical properties and electro-optics which have formed a basis for the breakthrough of a new display technology. His work has led to a new class of marketable products and to the scientific reputation of Roche in a new field.
- Special Recognition Award of the American Society Information Display (SID), 1987: For significant and continuing contributions to the theory and reduction to practice of high information content liquid crystal displays.
- Karl-Ferdinand-Braun-Preis, die angesehenste Auszeichnung der SID, 1992: For his outstanding and sustained scientific and technical contributions to the development of twisted nematic and other liquid crystal display technologies
- Fellow Award SID, 1992: For his pioneering contributions to research and development of twisted nematic and other liquid crystal devices and materials.
- Aachener und Münchener Preis für Technik und angewandte Naturwissenschaften der Carl-Arthur Pastor-Stiftung, 1994, an Martin Schadt und Wolfgang Helfrich: Für die bahnbrechende Erfindung der Flüssigkristallanzeige als Schlüsselbauelement der Informationstechnologie.
- Robert-Wichard-Pohl-Preis der Deutschen Physikalischen Gesellschaft, 1996, an Wolfgang Helfrich und Martin Schadt: In Würdigung ihrer Erfindung und Entwicklung von Flüssigkristallanzeigen (LCD-Liquid Crystal Displays).
- IEEE Jun-ichi-Nishizawa-Medaille 2008: Zusammen mit Wolfgang Helfrich und James Fergason für grundlegende Entwicklungen im Bereich der Technik der nematischen Drehzelle (Schadt-Helfrich-Zelle).[2]
- Eduard-Rhein-Technologie-Preis 2009: Für die herausragenden und international anerkannten Verdienste im Bereich neuartiger elektro-optischer Funktionsprinzipien für den Einsatz in Flachbildschirmen, sowie zugehöriger Materialien und Bauelementekonzepte, darunter insbesondere für die Miterfindung des verdrillt nematischen Flüssigkristalleffektes – der entscheidenden Kerntechnologie für den Erfolg der Flüssigkristallbildschirme – sowie zahlreicher weiterer Flüssigkristalleffekte und der Technologie der linearen Photopolymerisierung.[3]
- George W. Gray Medal der British Liquid Crystal Society, 2010, für die Erfindung der ersten OLED 1969, für den Kerr-Effekt in Flüssigkristallen 1972, für die Zweifrequenz-Adressierung von LCDs 1982, für den ferroelectric deformed Helix-Effekt (DHF) 1989, für die Pionierarbeiten zur optischen Orientierung und Strukturierung von Flüssigkristallen und flüssigkristallinen Polymeren (linear photo-polymerisation-Technologie) und für das molekulare Design neuer Klassen von kommerziell relevanten Flüssigkristallen.
- Blaise Pascal Medal in Materialwissenschaften der Europäischen Akademie der Wissenschaften, 2010. In Anerkennung seiner pionierhaften Beiträge zur Entwicklung von Flüssigkristallanzeigen und -materialien.
- Fellow Award der Europäischen Akademie der Wissenschaften (2011)
- Frederiks Medal (2011), die höchste Auszeichnung der Russischen Liquid Crystal Society für hervorragende Beiträge zur Physik der Flüssigkristalle.
- Charles Stark Draper Prize (2012), Auszeichnung der National Academy of Engineering, USA
- Europäischer Erfinderpreis (2013), Auszeichnung für sein Lebenswerk

## Publikationen und Patente
- 167 wissenschaftliche Publikationen in führenden internationalen Zeitschriften
- 110 wissenschaftliche Vorträge
- Co-Autor von 4 Büchern
- Über 116 Grundpatente – u. a. 100 US-Patente – jedes erteilt in jeweils 10 bis 12 Ländern